# Liao Taizong
L'empereur Taizong de Liao (chinois : 遼太宗 ; pinyin : Liáo Tàizōng, 902 — 947), né Yelü Deguang (耶律德光, Yēlǜ Déguāng), fut le second empereur de  l'empire Khitan, de 926 à 947.
Il fut le second fils de Abaoji, fondateur de l'empire Khitan qui devint la dynastie Liao. Bien que son père ait choisi son frère ainé le prince Bei comme héritier au trône en 916, l'impératrice douairière Yingtian favorisa Déguāng parce qu'elle le pressentit plus apte à gouverner mais en plus d'être le favori de sa mère il l'était aussi de la noblesse Khitan. Yēlǜ Déguāng fut couronné empereur après la mort de son père en 926.

## Prince Bei
Déguāng autorisa son frère ainé à devenir prince de Dogban, titre nouvellement créé à la suite de la conquête du royaume de Balhae (Bohai 渤海 en chinois)
Cependant pour être certain de sa sécurité il le fera surveiller.
En 930 le prince Bei se rend en Chine et continue jusqu'en 934 à envoyer des rapports secrets à son jeune frère et cela malgré l'accueil qu'il reçoit de l'empereur Mingzong de la dynastie Tang postérieurs.

## L'expansion au nord de la Chine
L'empereur Taizong utilisera les informations envoyées par son frère pour prendre avantage sur l'effondrement de la dynastie Tang, lorsque Shi Jingtang, futur empereur Gaozu des Jin postérieurs, se révolte contre les Tang, Taizong lui envoie l'aide de Liao ce qui aura pour conséquence de transformer la dynastie des Jin postérieurs en un état fantoche et, à travers cette action, Taizong mettra la main sur un territoire stratégique déjà convoité par son père c'est-à-dire seize préfectures en plus du contrôle de plusieurs passages vers la Chine.
L'empereur Taizong conduira une autre invasion de la Chine en 945 quand les Jin montreront trop d'indépendance vis-à-vis de leur maitre Khitan ; pendant une bataille, Taizong échappera de justesse à la mort. Cependant plusieurs pressions l'année suivante conduiront à l'effondrement des Jin et à l'occupation par les Khitan de leur capitale. Pendant que la plus grande partie du nord de la Chine sera occupée, les Khitan s'adonneront aux pillages, tactique très répandue parmi les tribus des steppes voulant intimider des ennemis sédentaires. En avril 947, Taizong abandonne la capitale pour retourner vers les seize préfectures, il tombera malade et mourra en cours de route le 18 mai 947.